# Kronberg im Taunus
Kronberg im Taunus – miasto w Niemczech, w kraju związkowym Hesja, w rejencji Darmstadt, w powiecie Hochtaunus.

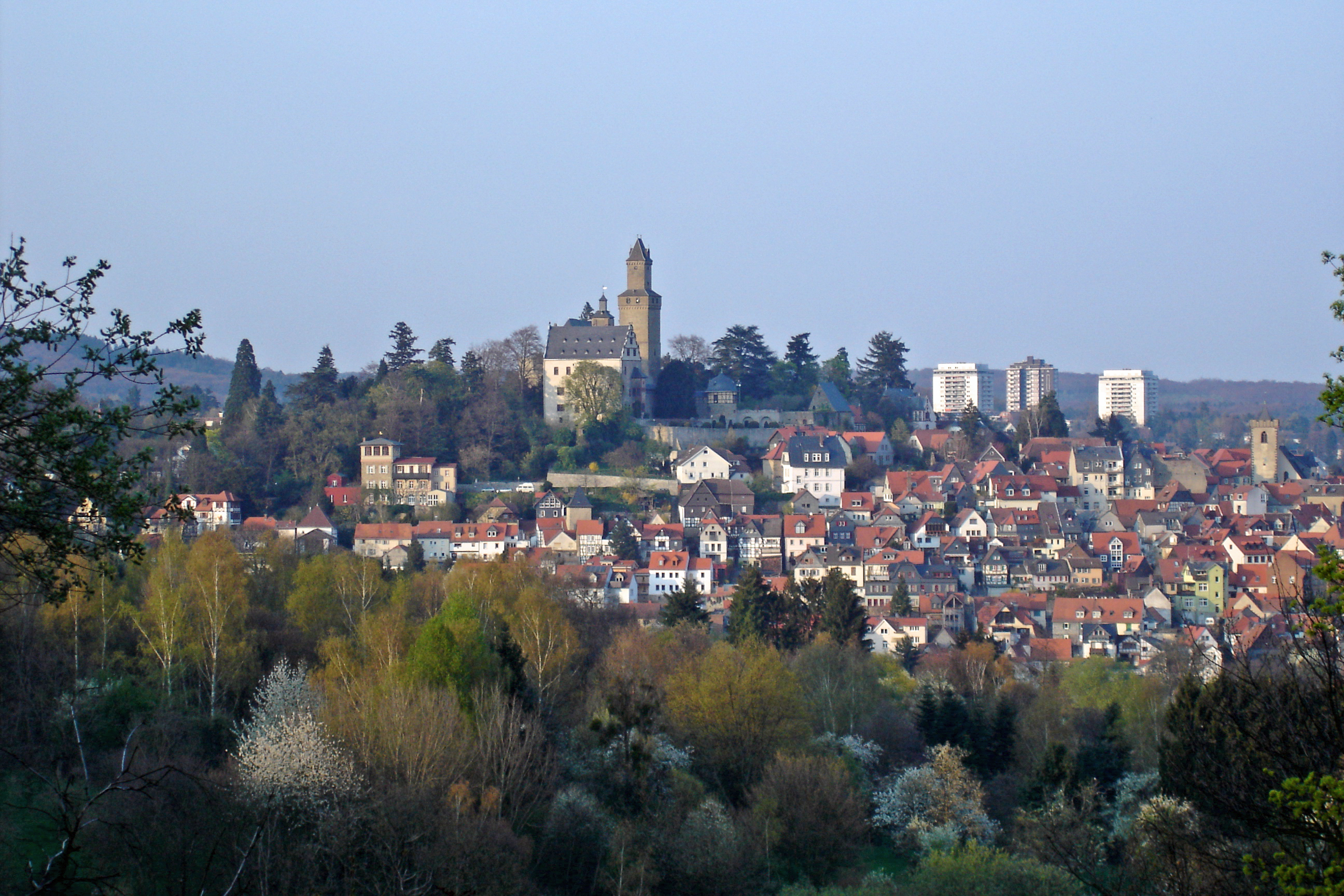
Kronberg

## Współpraca
Miejscowości partnerskie:
- Aberystwyth, Walia
- Ballenstedt, Saksonia-Anhalt
- Guldental, Nadrenia-Palatynat
- Le Lavandou, Francja
- Porto Recanati, Włochy
- Zaventem, Belgia